# Eberhard Lamberty
Eberhard Lamberty (* vermutlich um 1850 in Trier; † nach 1913) war ein deutscher Architekt und preußischer Baubeamter, der vor allem als Kreisbaumeister in Trier und Umgebung wirkte.

## Leben
Lamberty absolvierte 1869 sein Abitur am Friedrich-Wilhelm-Gymnasium in Trier und studierte dort zunächst Theologie. Allerdings wurde er später Architekt in Köln.
Lamberty wurde durch Generalversammlungsbeschluss vom 3. September 1896 als Mitglied des Aufsichtsrats der Aktiengesellschaft Katholisches Vereinshaus Treviris gewählt, die für den Bau des gleichnamigen Gebäudes gegründet worden war. Danach war an diversen anderen Bauwerken in Trier beteiligt und wurde zum Kreisbaumeister ernannt.
Als Kreisbaumeister arbeitete Lamberty auch mit anderen Architekten zusammen. So entstand das Kurhaus Kockelsberg auf dem gleichnamigen Berg nach Entwurf des Architekten K. Th. Schmitt (Frankfurt am Main), für den Lamberty die Bauleitung vor Ort ausübte.

## Bauten und Entwürfe (Auswahl)

### Gebäude in Trier
- Umbau älterer Gebäude für das Katholische Vereinshaus Treviris[2]
- Jesuitenkirche
- Jugendstilfassade eines Hauses an der Ecke Fleischstraße / Metzelstraße
- Haus Fleischstraße 45
- Haus Weberbach 71
- Villa Schaab an der Südallee[7]
- Felicianum des Bischöflichen Priesterseminars[8]

### An anderen Orten
- Kirche St. Cosmas und Damian in Gutweiler
- Elektrizitätswerk in Traben-Trarbach[9][10]
- Kirche St. Hubertus in Aach